# Citizenside
Fondée en 2005, Citizenside était une plateforme d’actualité participative composée de photographes professionnels et amateurs répartis partout dans le monde. Les images envoyées sur leur site étaient mises à disposition des médias internationaux via la plateforme ImageForum de l’Agence France-Presse (plus de 7 000 médias partenaires). L’objectif était de fournir à la communauté Citizenside un lieu où elle pouvait à la fois publier et vendre ses images d’actualité, répondant ainsi à la demande du nombre toujours croissant de citoyens reporters.
En 2013, la société dépose son bilan et la société australienne d'investissement média Matilda Media la rachète pour développer une plateforme de journalisme participatif anglophone, appelé Newzulu, basée sur la technologie de Citizenside et localisée à Paris.
En 2017, Newzulu effectue une restructuration stratégique et prend cette fois le nom de Crowdspark.

## Historique de l'entreprise
Citizenside était à la base une agence photographique fondée en 2005 par Matthieu Stefani, Philippe Checinski et Julien Robert sous le nom de Scooplive. En novembre 2007, l’Agence France-Presse (AFP) et la société IAM (créée entre autres par Xavier Gouyou-Beauchamps, ancien président de France Télévision, et Pascal Josèphe, président de IMCA) prennent une participation minoritaire au capital de la société. Scooplive devient alors Citizenside. L'entreprise se positionne comme un intermédiaire entre les particuliers et les médias. Les individus témoins d'un fait d'actualité ou d’un événement marquant peuvent envoyer leurs photos ou vidéos à Citizenside qui se charge ensuite de les revendre en France et dans le monde. Un pourcentage de la somme de la vente est alors reversé au contributeur.
Citizenside était un site participatif prônant le journalisme citoyen. Début 2012, sa communauté revendiquait plus de 70 000 contributeurs (les citoyens reporters), photographes professionnels ou amateurs répartis dans le monde entier.

### Dépôt de bilan et rachat par Matilda Media: Citizenside devient Newzulu
En 2013, la société dépose son bilan et la société australienne d'investissement média Matilda Media la rachète.

### Restructuration stratégique et changement de nom: Newzulu devient Crowdspark
En décembre 2017, Newzulu effectue une restructuration stratégique et prend cette fois le nom de Crowdspark,.

## Particularités techniques
Dès 2012, Citizenside commercialise sa solution en marque blanche . Le système de gestion de contenu (CMS) que Newzulu a racheté à Citizenside pour gérer cette plateforme est appelé le Kit Reporter, et est commercialisée auprès des sites d'actualité pour leur donner la possibilité de créer une communauté avec leurs visiteurs. Cette communauté permet de récupérer (via un CMS intégré), de vérifier (grâce à des outils de vérification avancés) et de publier des photos et vidéos d'actualité soumises par leurs lecteurs. Le kit inclut des outils très performants pour gérer une communauté et des applications mobiles permettant d'agrandir le réseau de contributeurs, afin que les lecteurs puissent envoyer des photos d'actualité en temps réel.

### Application mobile
En octobre 2013, Citizenside dévoile son application pour iPhone et Androïd, qui permet d’envoyer ses photos sur le site de la société.

## Scoops les plus importants
En février 2008, Citizenside décroche les premières images de Jérôme Kerviel, le trader de la Société générale, lors de sa garde à vue dans les locaux de la police financière. Les médias s’arrachent les images prises par un contributeur amateur habitant juste en face du bâtiment de la police.
En février 2011, Citizenside vend l'un de ses plus gros scoops au Sun, une vidéo du couturier John Galliano déclarant notamment « I love Hitler » à la terrasse d'un café parisien.